# Српски фудбалски клубови у европским такмичењима 2019/20.
Српски фудбалски клубови у квалификацијама за европска такмичења у сезони 2019/20. су имали четири представника:
- Црвена звезда у квалификацијама за Лигу шампиона од првог кола као првак Суперлиге Србије;
- Раднички Ниш у квалификацијама за Лигу Европе од првог или другог кола као вицепрвак Суперлиге Србије;
- Партизан у квалификацијама за Лигу Европе од првог кола као трећепласирани тим Суперлиге Србије или од другог кола као победник Купа Србије;
- Чукарички у квалификацијама за Лигу Европе од првог кола као четвртопласирани тим Суперлиге Србије.

Након завршених квалификационих мечева до групне фазе европских такмичења су дошли Црвена звезда и Партизан.

## Црвена звезда у УЕФА Лиги шампиона

### Прво коло квалификација
| Судува Маријамполе | 0 : 0 Извештај | Црвена звезда |
| ------------------ | -------------- | ------------- |
|                    |                |               |

| Црвена звезда        | 2 : 1 Извештај | Судува Маријамполе |
| -------------------- | -------------- | ------------------ |
| Боаћи 4’ · Марин 29’ |                | Топчагић 90+6’     |

Црвена звезда се укупним резултатом 2:1 пласирала у друго коло квалификација за Лигу шампиона.

### Друго коло квалификација
| Црвена звезда          | 2 : 0 Извештај | Хелсинки |
| ---------------------- | -------------- | -------- |
| Боаћи 27’ · Павков 90’ |                |          |

| Хелсинки                   | 2 : 1 Извештај | Црвена звезда |
| -------------------------- | -------------- | ------------- |
| Далстром 46’ · Риски 90+2’ |                | Јованчић 56’  |

Црвена звезда се укупним резултатом 3:2 пласирала у треће коло квалификација за Лигу шампиона.

### Треће коло квалификација
| Црвена звезда | 1 : 1 Извештај | Копенхаген      |
| ------------- | -------------- | --------------- |
| Павков 44’    |                | Винд 84’ (пен.) |

| Копенхаген                                                                                               | 1 : 1 (пр) Извештај | Црвена звезда |
| --- | ------------------- | --- |
| Ндоје 45’                                                                                                |                     | Боаћи 17’ |
| Пенали                                                                                                   |                     | |
| Винд · Фишер · Сотирију · Бенгтсон · Зека · Ндоје · Бартолец · Нелсон · Папајанопулос · Гритебуст · Винд | 6:7                 | Марин · Иванић · Јевтовић · Жандер Рибеиро Сантана · Панков · Јованчић · Симић · Дегенек · Гобељић · Борјан · Панков |

Црвена звезда се након бољег извођења једанаестераца (7:6) пласирала у плеј-оф Лиге шампиона.

### Плеј-оф
| Јанг бојс                  | 2 : 2 Извештај | Црвена звезда             |
| -------------------------- | -------------- | ------------------------- |
| Асале 7’ · Оаро 76’ (пен.) |                | Дегенек 18’ · Гарсија 46’ |

| Црвена звезда | 1 : 1 Извештај | Јанг бојс      |
| ------------- | -------------- | -------------- |
| Вукановић 59’ |                | Бен 82’ (а.г.) |

Укупан резултат двомеча био је 3:3. Црвена звезда се на основу правила о броју постигнутих голова на гостујућем терену пласирала у групну фазу Лиге шампиона.

### Група Б
Црвена звезда је на жребу 29. августа 2019. из четвртог шешира сврстана у групу Б.
| Табела              | ИГ | Д | Н | И | ГД | ГП | ГР  | Бод. |
| ------------------- | -- | - | - | - | -- | -- | --- | ---- |
| 1. Бајерн Минхен    | 6  | 6 | 0 | 0 | 24 | 5  | +19 | 18   |
| 2. Тотенхем хотспер | 6  | 3 | 1 | 2 | 18 | 14 | +4  | 10   |
| 3. Олимпијакос      | 6  | 1 | 1 | 4 | 8  | 14 | -6  | 4    |
| 4. Црвена звезда    | 6  | 1 | 0 | 5 | 3  | 20 | -17 | 3    |

| Легенда:                                             |
| ---------------------------------------------------- |
| Пласман у осмину финала Лиге шампиона.               |
| Наставља такмичење у шеснаестини финала Лиге Европе. |

| Бајерн Минхен                             | 3 : 0 Извештај | Црвена звезда |
| ----------------------------------------- | -------------- | ------------- |
| Коман 34’ · Левандовски 80’ · Милер 90+1’ |                |               |

| Црвена звезда                         | 3 : 1 Извештај | Олимпијакос |
| ------------------------------------- | -------------- | ----------- |
| Вулић 62’ · Милуновић 87’ · Боаћи 90’ |                | Семедо 37’  |

| Тотенхем хотспер                         | 5 : 0 Извештај | Црвена звезда |
| ---------------------------------------- | -------------- | ------------- |
| Кејн 9’, 72’ · Сон 16’, 44’ · Ламела 57’ |                |               |

| Црвена звезда | 0 : 4 Извештај | Тотенхем хотспер                          |
| ------------- | -------------- | ----------------------------------------- |
|               |                | Ло Селсо 34’ · Сон 57’, 61’ · Ериксен 85’ |

| Црвена звезда | 0 : 6 Извештај | Бајерн Минхен                                                    |
| ------------- | -------------- | ---------------------------------------------------------------- |
|               |                | Горецка 14’ · Левандовски 53’ (пен.), 60’, 64’, 68’ · Толисо 89’ |

| Олимпијакос         | 1 : 0 Извештај | Црвена звезда |
| ------------------- | -------------- | ------------- |
| Ел-Араби 87’ (пен.) |                |               |

## Раднички Ниш у УЕФА Лиги Европе

### Прво коло квалификација
| Флора Талин             | 2 : 0 Извештај | Раднички Ниш |
| ----------------------- | -------------- | ------------ |
| Лепик 75’ · Васиљев 89’ |                |              |

| Раднички Ниш               | 2 : 2 Извештај | Флора Талин            |
| -------------------------- | -------------- | ---------------------- |
| Михајловић 68’ · Чумић 84’ |                | Пирг 80’ · Лепик 90+3’ |

Флора Талин се укупним резултатом 4:2 пласирала у друго коло квалификација за Лигу Европе.

## Партизан у УЕФА Лиги Европе

### Друго коло квалификација
| Конахс Ки номадс | 0 : 1 Извештај | Партизан   |
| ---------------- | -------------- | ---------- |
|                  |                | Шћекић 62’ |

| Партизан                                  | 3 : 0 Извештај | Конахс Ки номадс |
| ----------------------------------------- | -------------- | ---------------- |
| Тошић 54’ · Ожеговић 70’ · Стевановић 73’ |                |                  |

Партизан се укупним резултатом 4:0 пласирао у треће коло квалификација за Лигу Европе.

### Треће коло квалификација
| Партизан                               | 3 : 1 Извештај | Јени Малатијаспор |
| -------------------------------------- | -------------- | ----------------- |
| Садик 4’ · Асано 67’ · Сума 89’ (пен.) |                | Чебаке 84’        |

| Јени Малатијаспор | 1 : 0 Извештај | Партизан |
| ----------------- | -------------- | -------- |
| Јаховић 7’        |                |          |

Партизан се укупним резултатом 3:2 пласирао у плеј-оф Лиге Европе.

### Плеј-оф
| Партизан               | 2 : 1 Извештај | Молде    |
| ---------------------- | -------------- | -------- |
| Сума 45+1’ · Тошић 84’ |                | Боли 44’ |

| Молде     | 1 : 1 Извештај | Партизан    |
| --------- | -------------- | ----------- |
| Џејмс 72’ |                | Милетић 80’ |

Партизан се укупним резултатом 3:2 пласирао у групну фазу Лиге Европе.

### Група Л
Партизан је на жребу 30. августа 2019. из трећег шешира сврстан у групу Л.
| Табела                | ИГ | Д | Н | И | ГД | ГП | ГР  | Бод. |
| --------------------- | -- | - | - | - | -- | -- | --- | ---- |
| 1. Манчестер јунајтед | 6  | 4 | 1 | 1 | 10 | 2  | +8  | 13   |
| 2. АЗ Алкмар          | 6  | 2 | 3 | 1 | 15 | 8  | +7  | 9    |
| 3. Партизан           | 6  | 2 | 2 | 2 | 10 | 10 | 0   | 8    |
| 4. Астана             | 6  | 1 | 0 | 5 | 4  | 19 | -15 | 3    |

| Легенда:                |
| ----------------------- |
| Пласман у осмину финала |

| Партизан              | 2 : 2 Извештај | АЗ Алкмар              |
| --------------------- | -------------- | ---------------------- |
| Натхо 42’ (пен.), 61’ |                | Стенгс 13’ · Боаду 66’ |

| Астана           | 1 : 2 Извештај | Партизан       |
| ---------------- | -------------- | -------------- |
| Сигирјоунсон 85’ |                | Садик 29’, 73’ |

| Партизан | 0 : 1 Извештај | Манчестер јунајтед  |
| -------- | -------------- | ------------------- |
|          |                | Марсијал 43’ (пен.) |

| Манчестер јунајтед                       | 3 : 0 Извештај | Партизан |
| ---------------------------------------- | -------------- | -------- |
| Гринвуд 22’ · Марсијал 33’ · Рашфорд 49’ |                |          |

| АЗ Алкмар        | 2 : 2 Извештај | Партизан             |
| ---------------- | -------------- | -------------------- |
| Друјф 88’, 90+2’ |                | Асано 16’ · Сума 27’ |

| Партизан                             | 4 : 1 Извештај | Астана      |
| ------------------------------------ | -------------- | ----------- |
| Сума 4’ · Садик 22’, 78’ · Асано 26’ |                | Ротариу 79’ |

## Чукарички у УЕФА Лиги Европе

### Прво коло квалификација
| Чукарички                    | 3 : 0 Извештај | Банантс |
| ---------------------------- | -------------- | ------- |
| Тедић 43’, 90+2’ · Ковач 80’ |                |         |

| Банантс | 0 : 5 Извештај | Чукарички                                                             |
| ------- | -------------- | --------------------------------------------------------------------- |
|         |                | Стојановић 3’, 75’ (пен.) · Тедић 31’ · Луковић 49’ · Бирманчевић 71’ |

Чукарички се укупним резултатом 8:0 пласирао у друго коло квалификација за Лигу Европе.

### Друго коло квалификација
| Молде | 0 : 0 Извештај | Чукарички |
| ----- | -------------- | --------- |
|       |                |           |

| Чукарички   | 1 : 3 Извештај | Молде                                    |
| ----------- | -------------- | ---------------------------------------- |
| Кајевић 82’ |                | Омоијуанфо 4’ · Еикрем 37’ · Кнудзон 78’ |

Молде се укупним резултатом 3:1 пласирао у треће коло квалификација за Лигу Европе.

## Биланс успешности
|   | Екипа         | Такмичење     | Ута. | Поб. | Нер. | Пор. | ГД | ГП | Домет                    |
| - | ------------- | ------------- | ---- | ---- | ---- | ---- | -- | -- | ------------------------ |
| 1 | Црвена звезда | Лига шампиона | 14   | 3    | 5    | 6    | 13 | 28 | групна фаза              |
| 2 | Партизан      | Лига Европе   | 12   | 6    | 3    | 3    | 20 | 14 | групна фаза              |
| 3 | Чукарички     | Лига Европе   | 4    | 2    | 1    | 1    | 9  | 3  | друго коло квалификација |
| 4 | Раднички Ниш  | Лига Европе   | 2    | 0    | 1    | 1    | 2  | 4  | прво коло квалификација  |